# 筑後自動車運転免許試験場
筑後自動車運転免許試験場（ちくごじどうしゃうんてんめんきょしけんじょう）は、福岡県警察が管理する運転免許試験場の一つ。

## 所在地
- 福岡県筑後市大字久富1135-2

## 周辺
- 筑後自動車学校

## 交通機関
- 久留米駅・西鉄久留米駅・羽犬塚駅より西鉄バス53番系統「筑後自動車運転免許試験場」下車
- 羽犬塚駅下車後、徒歩約35分